# Chave de roda

Animação do funcionamento do mecanismo de chave de roda.

Chave de roda, ou bloqueio de roda ("wheellock"), ou ainda "sistema de rodete", é um mecanismo de ignição, onde uma pedra de pirita, envolta por tecido ou couro em uma presilha, entra em contato com uma roda de ferro serrilhada em toda a sua borda, na qual era encaixada uma chave semelhante às utilizadas para dar corda em relógios, que fazia a preparação do disparo. Quando o gatilho era acionado, a mola espiral era liberada, fazendo a roda girar produzindo as fagulhas desejadas para dar início à ignição da pólvora.

## Histórico

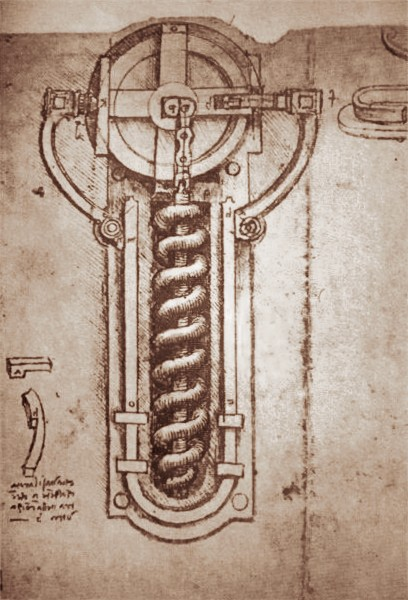
Mecanismo de chave de roda de Leonardo da Vinci.

A chave de roda foi o próximo grande desenvolvimento na tecnologia de armas de fogo após o fecho de mecha e a primeira arma de auto-ignição. Desenvolvido na Europa por volta de 1500, foi usado junto com o fecho de mecha e mais tarde foi substituído pelo "snaplock" por "estalo", um impacto simples de uma pedra de sílex sobre uma base de aço reforçado em (1540), foi seguido pelo, muito semelhante, "snaphance", nome de origem holandeza "snap haan" que associava o formato da peça que segurava a pedra de sílex a um galo ("haan"), em (1560) e finalmente a versão final, o mecanismo de pederneira (c. 1600).
A invenção da chave de roda na Europa pode ser colocada em cerca de 1500. Há um grupo de estudiosos que acreditam que Leonardo da Vinci foi o inventor. Os desenhos feitos por Leonardo de um mecanismo de chave de roda datam (dependendo da autoridade) de meados da década de 1490 ou da primeira década do século XVI. No entanto, um desenho de um livro de invenções alemãs (datado de 1505) e uma referência de 1507 à compra de uma arma por chave de roda na Áustria podem indicar que o inventor era um mecânico alemão desconhecido.
Em 1517 e 1518, as primeiras leis de controle de armas proibindo a chave de roda foram proclamadas pelo Imperador Maximiliano I, inicialmente na Áustria e posteriormente em todo o Sacro Império Romano. Vários estados italianos seguiram o exemplo nas décadas de 1520 e 1530, outro argumento usado pela campanha pró-alemã.
Como Lisa Jardine relata em seus registros do assassinato de Guilherme, o Taciturno, da Holanda, em 1584, o tamanho pequeno, facilidade de ocultação e aspecto de carregamento amigável do mecanismo de chave de roda, em comparação com armas de mão contemporâneas, significava que eram usadas para matar figuras públicas, como Francisco, Duque de Guise e o próprio Guilherme. Jardine também argumenta que um tiro perdido de pistola por chave de roda pode ter sido responsável pelo Massacre da noite de São Bartolomeu em 1572.
As pistolas por chave de roda foram muito usadas durante a Guerra dos Trinta Anos (1618-1648) em ambos os lados para cavalaria e oficiais. Por volta de 1650, a pederneira começou a substituir a chave de roda por ser mais barata e mais fácil de usar do que ela.
As armas de fogo por chave de roda nunca foram produzidas em massa para fins militares, mas a coleção de arsenais mais bem preservada na Landeszeughaus em Graz, Áustria, contém mais de 3.000 exemplares, muitos dos quais foram produzidos em pequenos lotes para unidades militares.

## Galeria

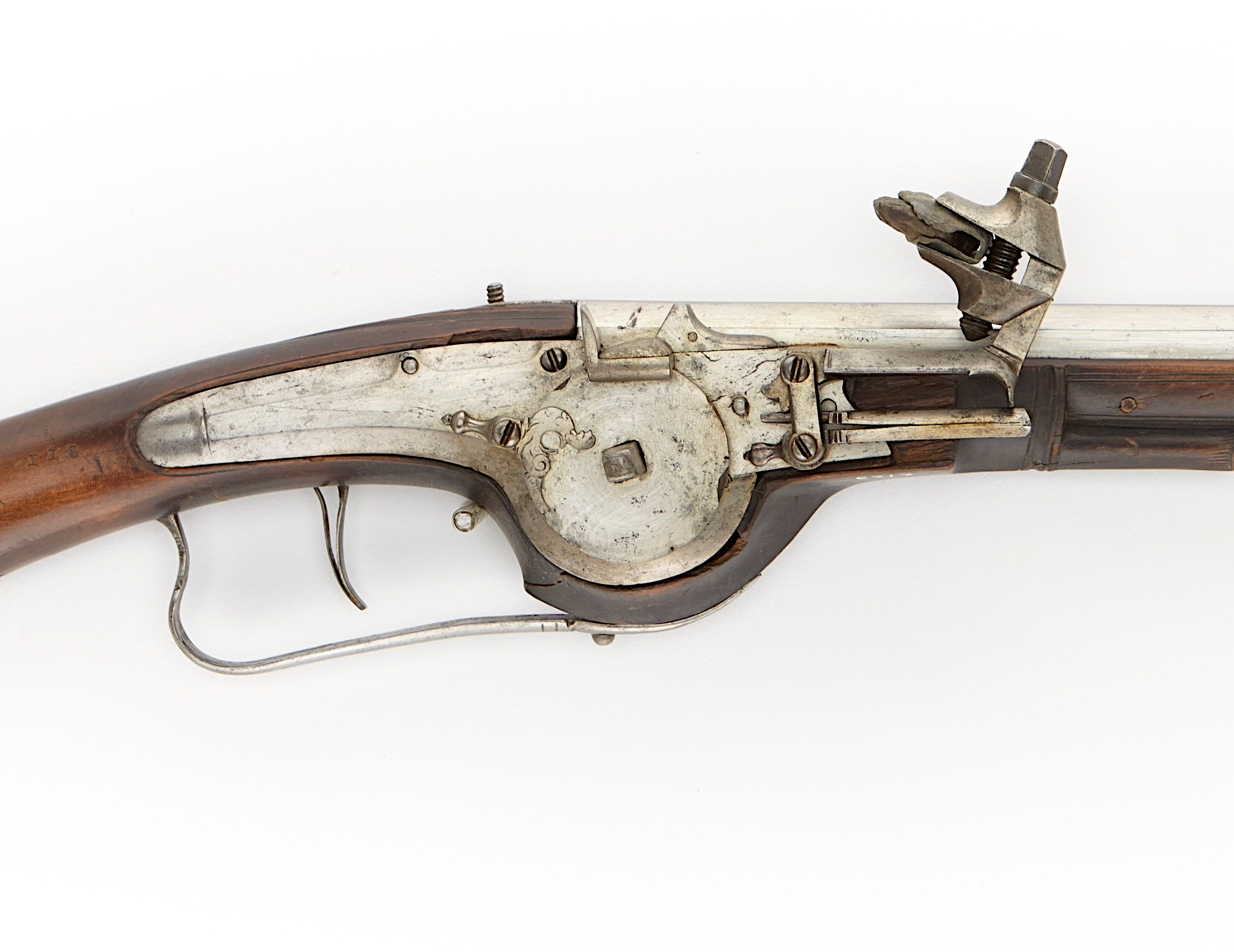
Mecanismo de chave de roda, onde se pode observar todos os seus elementos
Um mecanismo de chave de roda isolado da arma
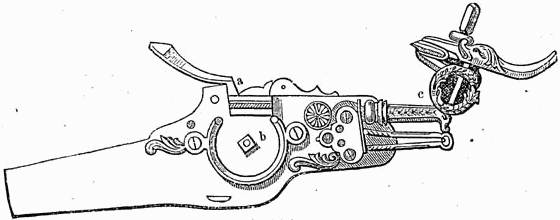
Ilustração de um mecanismo de chave de roda de 1888
Um mecanismo de chave de roda adornado de 1615